# Hippolyte Madelor
Hippolyte Victor Madelor, né le 09 juillet 1833 à Rouen et mort le 30 décembre 1917 à Paris 16 est un général de division français sous l'empire.

## Carrière militaire
Sorti 4ème sur 230 officiers élèves de l’École spéciale militaire de Saint-Cyr, promotion de l'Aigle, le sous-lieutenant Madelor incorpore le 1er octobre 1853 le 62e régiment d'infanterie de ligne.
Il quitte Toulon le 13 mars 1855 pour les combats en Crimée. Il débarque dans la baie de Kamiesh le 16 mai 1855. Il participe aux combats et contribue à la victoire de la bataille de la Tchernaïa le 16 août 1855 avec son régiment.
Il est nommé lieutenant le 17 mars 1856.
Il est engagé dans le corps d'occupation en Italie lors de la Campagne d'Italie en 1860. Il dirige son bataillon en février 1861 lors du siège de Gaëte, à la suite duquel il est fait chevalier de l'ordre de François 1er des Deux Siciles  pour avoir partagé ses rations avec l'ennemi battu.
Il est promu capitaine le 12 mars 1862 et est envoyé 5 mois plus tard renforcer le contingent du général Forey dans le cadre de l'expédition du Mexique. Il prend part à la tête de ses hommes au siège de Puebla en 1863. Il entre à Mexico le 7 juin 1863.
Il se distingue pour une charge à le tête de sa compagnie lors des combats de Matéhuala le 17 mai 1864. Il reçoit alors la croix de la légion d'honneur.
Il participe aux combats jusqu'en février 1867.
Il est affecté en 1870 à l'état-major du Gouverneur de Paris au déclenchement de la guerre.
Le 25 novembre 1870, il est affecté au 123e régiment d'infanterie de ligne et est promu au grade de chef de bataillon. Il prend avec le grade honoraire de lieutenant-colonel le commandement du 35ème régiment de la Garde Mobile.
Il est fait officier de la Légion d'Honneur des mains du général Vinoy le 7 février 1871.
Il est affecté après la guerre au 88e régiment d'infanterie de ligne en tant que commandant.
Promu lieutenant-colonel le 26 juin 1877, il rejoint le 122e régiment d'infanterie de ligne.
Il commande successivement les 80e et 72e régiments d'infanterie de ligne à compter du 18 février 1881, date à laquelle il est promu colonel.
En 1886, il est fait commandeur de la Légion d'Honneur.
Nommé général de brigade en 1887 puis général de division en 1893, il commande la 5e division d'infanterie.
Il est fait Grand Officier de la Légion d'Honneur en 1898 avant de quitter le service actif.

## Vie privée
Marié à San Luis Potosi (Mexique) en septembre 1864 avec Antonia Viviana San Juan, il a une fille Carmen Madelor (mariée au lieutenant-colonel de cavalerie Pierre Philippe Joseph Droz des Villars, saint Cyrien). Sa descendante Louise Droz des Villars est mariée au général André Marie dit "Gabriel" Chauvin.

## Sources
- « General Madelor », sur military-photos.com (consulté le 5 février 2024)
- Planchette de marche pour les colonnes de toutes armes. Généralisation du système Lewal, par H. Madelor Reliure – 1879
- https://www.saint-cyr.org/medias/editor/files/1851-1853-35e-promotion-de-l-aigle.pdf
- Bulletin des lois de la République Française V12 1871 à 1873 [2]
- L'empire en province : Culture et expérience coloniales en Limousin (1830-1939)[3]
- Historique du 62e régiment d'infanterie de ligne[4]